# China Internet Information Center
Das China Internet Information Center (chinesisch 中国互联网新闻中心, Pinyin Zhōngguó Hùliánwǎng Xīnwén Zhōngxīn, meist kurz 中国网 Zhōngguówǎng bzw. 网上中国 Wǎngshàng Zhōngguó) ist ein Webportal mit geprüfter Genehmigung der Legislative und der Verwaltung der Volksrepublik China und hat seinen Sitz in Peking. Im World Wide Web ist das im Jahr 2000 gegründete Portal unter dem Locator china.org.cn erreichbar. Es bietet aktuelle Beiträge zu „China-Nachrichten, Wetter, Wirtschaft, Reise, Sprachkurse, Archiv und mehr“ an. Außerdem verwaltet es ein Wiki, dessen Einträge von Administratoren erstellt werden.

## Inhalt
Der wesentliche Content auf china.org.cn wird von Mitarbeitern der staatlichen Nachrichtenagentur Xinhua eingepflegt. Das Portal weist darauf hin, dass es die offizielle Sichtweise der chinesischen Regierung zu innen- und außenpolitischen Themen verbreitet. Die Bandbreite der Themen ist mit der eines Nachrichten-Portals in Nordamerika oder Europa vergleichbar. Es findet auf der Webseite keine Diskriminierung statt und als offizieller Medienkanal trägt das China Internet Information Center den Grundsätzen der Diplomatie Rechnung. Das deutsche Presserecht würde die angebotenen Inhalte unter dem Stichwort Meinungspluralismus zulassen. Abweichende Meinungen zu den aktuellen Stellungnahmen der führenden Kader der Kommunistischen Partei Chinas (KPC) sind aus den genannten Gründen nicht Thema der Webseite. In der Volksrepublik fand seit der Kulturrevolution von 1960 nur eine gemäßigte, gelenkte Öffnung hin zu größerer Redefreiheit statt, allerdings unterscheidet sich das Portal in der Tonalität und in der dogmatischen Intensität stark von offen propagandistischen Medienangeboten, die in China vor allem bis in die 1980er Jahre publiziert wurden. Je nach Philosophie der KPC kann sich die Tonalität in beide Richtungen ändern. Die Qualität der Meldungen deckt sich im Wesentlichen mit der Qualität internationaler Nachrichtenagenturen. Beispielsweise stimmen die Opferzahlen bei Unglücksfällen mit den Opferzahlen anderer globaler Nachrichtendienste überein (Stand 2016).

## Sprachversionen
Das Portal bietet Nachrichten in Arabisch, Chinesisch (traditionell sowie vereinfacht), Deutsch, Englisch, Esperanto, Französisch, Koreanisch, Russisch und Spanisch. Das Wiki des China Internet Information Centers wird in Englisch angeboten.

## Abgrenzung zucnnic.cn
Das China Internet Information Center ist nicht zu verwechseln mit dem China Internet Network Information Center. Beim Network-Center handelt es sich um einen Dienstleister, der URL-Adressen mit der länderspezifischen Top-Level-Domain .cn vergibt.